# Скандал вокруг Radio 1 по поводу песен Мадонны
Скандал вокруг Radio 1 по поводу песен Мадонны — серия событий, произошедших в результате решения радиостанции BBC Radio 1 не включать в феврале 2015 года в плей-лист сингл американской певицы и автора песен Мадонны «Living for Love». Несмотря на умеренную ротацию на коммерческих радиостанциях в Великобритании, сингл не был добавлен в плей-лист Radio 1, что привело к обвинениям в дискриминации по возрасту. Скандал разразился после статьи в Daily Mail, в которой анонимный источник Radio 1 назвал Мадонну «старой» и «неактуальной». В ответ фанаты певицы стали писать многочисленные запросы песни в социальных аккаунтах BBC, а некоторые артисты раскритиковали политику Radio 1, вынудив станцию выпустить заявление в защиту своего решения не проигрывать трек.
Скандал широко освещался СМИ Великобритании и во всём мире (в том числе, в России), дав почву для более широкой дискуссии по поводу дискриминации по возрасту в музыкальной индустрии. «Living for Love» была впоследствии добавлена на BBC Radio 2 в C-лист, а со временем перешла в B-лист — станция ориентируется на аудиторию от 35 лет и старше. В коммерческом плане сингл добрался до 26 места в чарте UK Singles Chart на неделе, заканчивающейся 28 февраля 2015 года.

## Предыстория

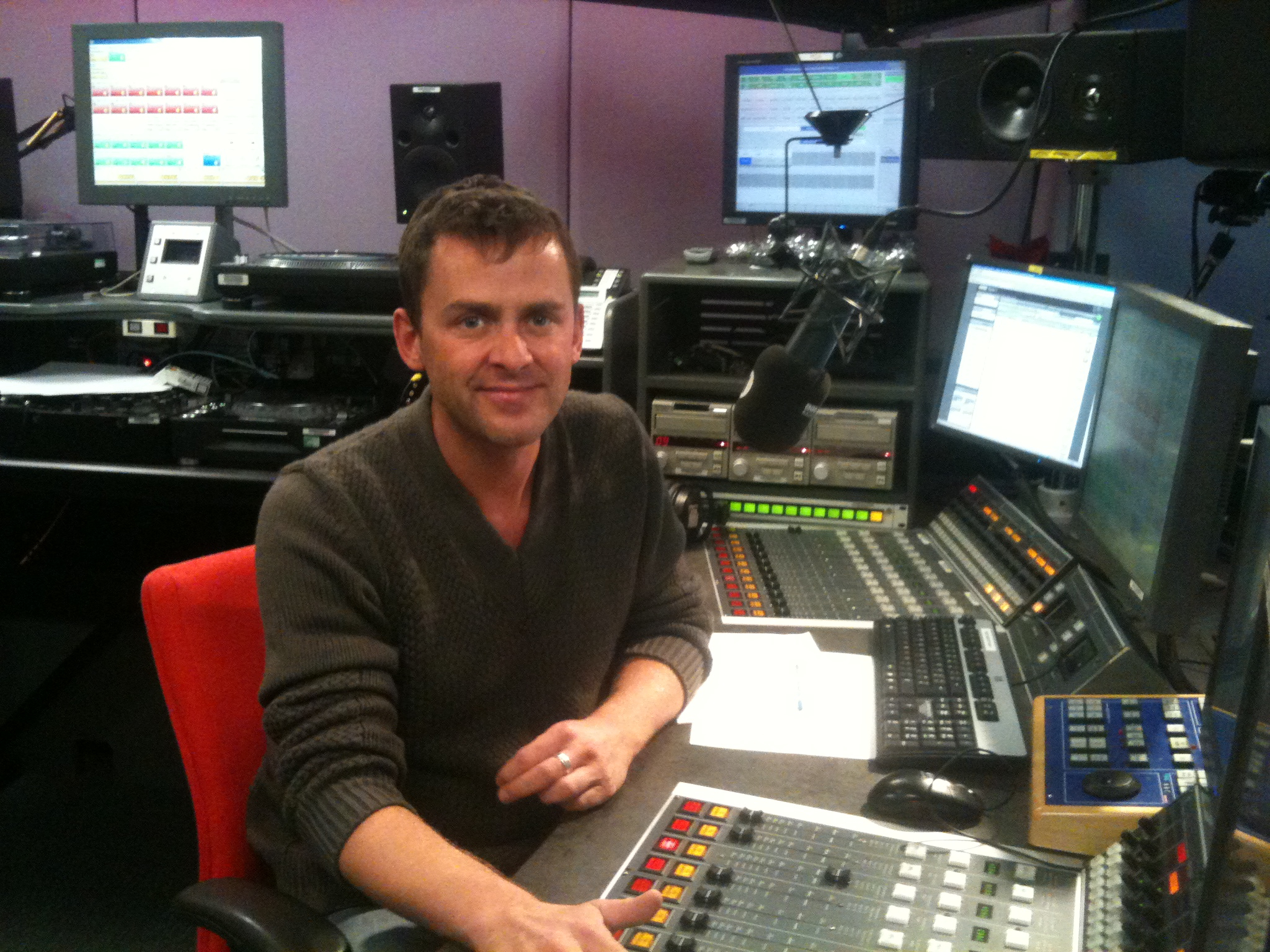
Ведущий Radio 1 Миллс, Скотт: «Не думаю, что мы дальше будем ставить Мадонну»

Песни Мадонны получали достаточную ротацию на BBC Radio 1 с самого начала её карьеры. Сама она впервые лично появилась на станции 22 декабря 1986 года для интервью Саймону Бэйтсу в рамках промокампании к фильму «Шанхайский сюрприз». Певица давала последующие интервью таким ведущим как Джеки Брамблес, Бэйтс, Саймон Майо, Сара Кокс, Джо Уайли, и Крис Мойес в 1990, 1991, 1994, 2000, 2001 и 2006 годах соответственно. Станция также транслировала Blond Ambition World Tour в 1990 году и The Girlie Show World Tour и 1993 году. 10 мая 2008 года Мадонна выступила хедлайнером Radio 1's Big Weekend в Mote Park (Мейдстон) в качестве промо своего альбома Hard Candy. Первый сингл с альбома «4 Minutes» (2008) был добавлен радиостанцией в A-лист.
В 2012 году Мадонна выпустила двенадцатый студийный альбом MDNA. Первый сингл «Give Me All Your Luvin'» и последующие релизы с альбома не попали в плей-лист Radio 1. Это произошло несмотря на присутствие рэперши Ники Минаж и M.I.A. — двух музыкантов, получающих регулярную ротацию на станции. Диджей Radio 1 Скотт Миллс защищал их решение не проигрывать Мадонну:
|  | Я не думаю, что мы будем теперь проигрывать Мадонну. Сейчас много исследований, и если спросить о ней 17-летних, им нет дела… это знак времени, всё меняется, меняются поколения. Мне нравится Мадонна, а 17-летнему? Возможно, она у него далеко не на вершине списка почёта. И это ужасно, но так и есть… а также молодая аудитория столь непостоянна в том, что им нравится, а что нет, и они довольно упрямы, поэтому приходится всё время держать нос по ветру. |

Руководитель музыкальной редакции Джордж Эркатодис (англ. George Ergatoudis), давая интервью на церемонии Radio Academy в 2014 году, заявил, что аудитория «отошла» от Мадонны, и основная масса её фанов сейчас «старше 30 лет». Он добавил, что концерн BBC Trust решил сделать Radio 1 молодёжной станцией, поэтому этот фактор теперь определяет их дневные плей-листы.

## Ход событий

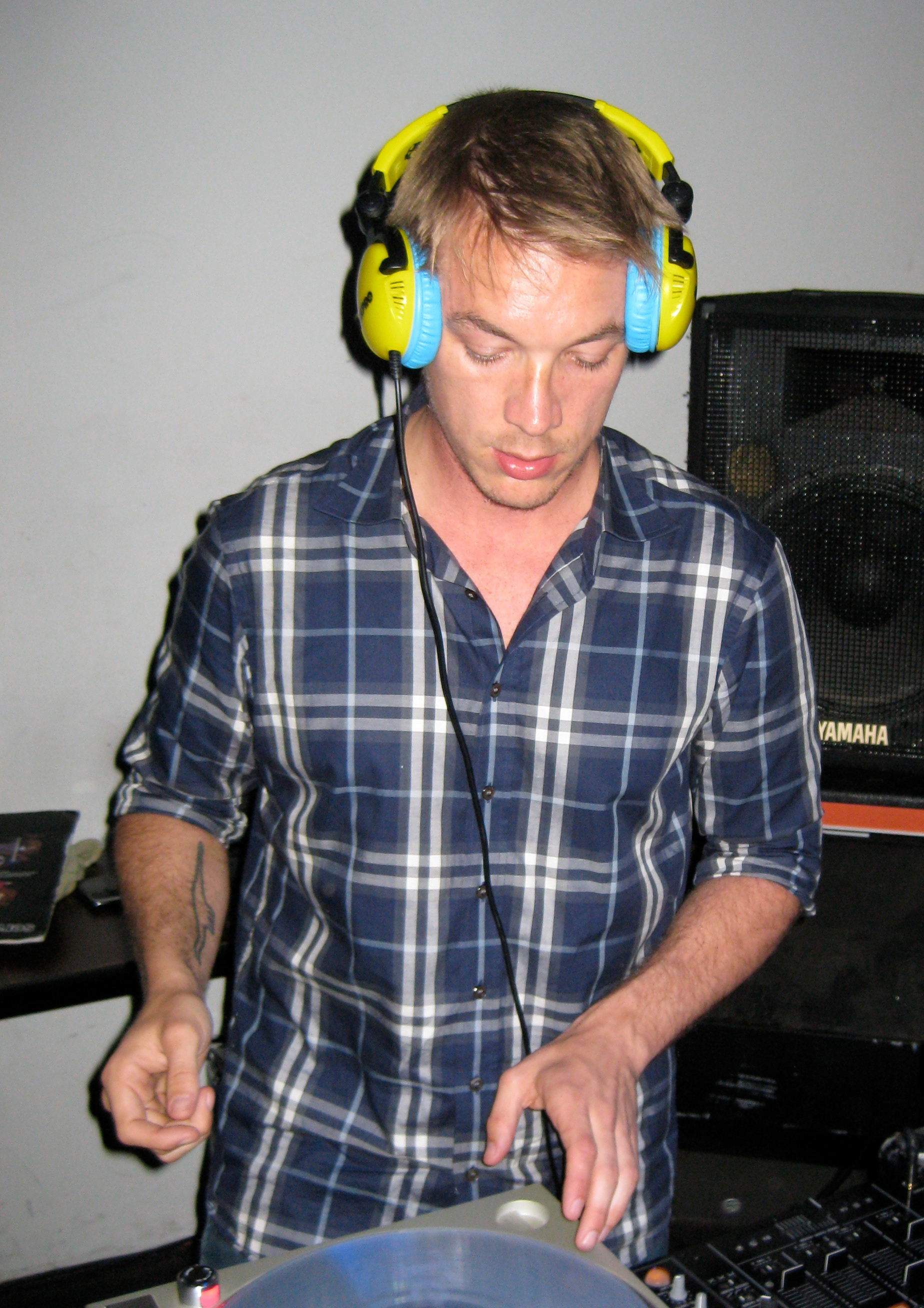
Сопродюсером «Living for Love» выступил Diplo, который ведёт на Radio 1 еженедельное шоу

20 декабря 2014 года тринадцатый студийный альбом Мадонны Rebel Heart был выпущен для онлайн-предзаказа. В отличие от других стран, первый сингл «Living for Love» стал доступен в Великобритании только в качестве предзаказа, поэтому не был допущен в чарты до 25 февраля 2015 года. 22 декабря 2014 года «Living for Love» попал в ротацию на коммерческом радио, особенно в сети радиостанций Capital FM, где песня впоследствии была добавлена в плей-лист станции.
9 января 2015 Энни Мак поставила «Living for Love» на Radio 1 во время вечерней танцевальной передачи. В последовавшем интервью The Independent  Мак сказала, что её миссией было «честно представить новый музыкальный ландшафт», а также пожелала бы, чтобы более возрастные артисты вроде Мадонны не убирались из эфира. Она добавила: «Я всю жизнь являюсь поклонницей Мадонны и поставила её в эфир на своём пятничном шоу… Если песня меня интригует, я считаю правильным её ставить».
Статья, опубликованная Daily Mail 14 февраля 2015 года, цитировала неназванного источника BBC Radio 1 , заявившего о том, что «Living for Love» не будет проигрываться на станции, так как Мадонна «неактуальна» и «стара». Radio 1 опровергла это на своей странице Facebook, заявив, что станция «никого не запрещает». Один из представителей объяснил, что треки выбираются по «музыкальному критерию», а возраст артиста никогда не является фактором, по которому песни попадают в плей-лист.

## Реакция
Статья Daily Mail быстро распространилась, и фанаты Мадонны стали оставлять сотни посланий на странице Radio 1 с требованием проигрывать «Living for Love». Вскоре поддержка певицы распространилась на аккаунты станции в Twitter и Instagram, где фанаты оставляли ссылки на видео «Living for Love», исполнение песни на 57-й церемонии Грэмми, а также обвиняли BBC в дискриминации.
Мадонну поддержали такие артисты как Бой Джордж, Элли Джексон, Diplo и Рита Ора. Ширли Мэнсон написала в своём аккаунте Твиттера, что Мадонне «следовало бы засудить Radio 1 за дискриминацию на рабочем месте», а музыкальная политика радиостанции «граничит с беззаконием, если не беззаконна уже»/ В реакции на скандал СМИ встали на сторону Мадонны. Журналист The Sun' Дэн Вутон раскритиковал решение Radio 1 не проигрывать трек. В своей колонке он характеризовал дневной плей-лист станции как «Cray List», перечислив ещё несколько артистов, у которых проблемы с эфирами Radio 1, в том числе Робби Уильямса, Take That, и Меган Трейнор.
Мадонна опубликовала в своём Instagram фрагмент статьи об аккаунтах радиостанции в Твиттере и Instagram, поблагодарив фанатов за поддержку. В интервью Вутону для The Sun певица назвала ситуацию «несправедливой» и «дискриминирующей», назвав эйджизм ещё одним табу, которое замалчивается. Она также вспомнила, что обсуждала этот случай со своим менеджером Гаем Осири, и призналась, что была озадачена, узнав, что музыканты после пятидесяти не проигрываются на радио, и исключений нет. Она добавила:
|  | Мы так преуспели в других сферах: гражданских правах, правах геев; однако эйджизм остаётся в области табу — об этом не говорят и этому не сопротивляются. |

## Опровержение Би-би-си и последствия
Би-би-си быстро отвергло обвинения в дискриминации по возрасту, и объяснило, что песни для недельного плей-листа выбираются по принципу от случая к случаю (case-by-case). Представитель компании отметил, что у Пола Маккартни в плей-листе две песни, хотя критики отметили, что оба трека являются лишь участием с более молодыми артистами (Маккартни участвует на «Only One» с Канье Уэстом и «FourFiveSeconds» с Рианной). Станция также перечислила Дэвида Гетту, Foo Fighters и певицу Сию в качестве примеров более возрастных артистов в плей-листе. В интервью The Daily Telegraph регулятор Radio 1 Бет Купер объяснил, что станция не «забанила» Мадонну, и фокус-группа из двенадцати человек в возрасте 16-24 лет будет регулярно встречаться для прослушивания музыки, которую можно проигрывать на станции, определяя актуальный выбор музыки для данной демографии.
В интервью Daily Mirror Миллс защищал решение станции не ставить песню. Он заявил: «[Radio 1] пытается снизить средний возраст слушателей, а, если быть честными, большинству фанатов Мадонны более 30-ти и 40 лет. Я лично ничего не имею против нового сингла, но считаю ли я, что Radio 1 должна его ставить? Полагаю, что нет». По данным Official Charts Company «Living for Love» входила в первую двадцатку UK Singles Chart после двух дней продаж по данным на середину недели. В результате сингл дебютировал на 26 месте в чарте с продажами 17,936 копий, став её 71-м синглом Топ-40, тем самым увеличив её отрыв как рекордсмена среди женщин-музыкантов по количеству синглов, попавших в UK Топ-40.